# Компонентний аналіз
Компонентний аналіз — система прийомів лінгвістичного вивчення значень слів, суть якої полягає в розщепленні значення слова на складові компоненти, які називають семами, семантичними множниками і, зрідка, маркерами.

## Загальний опис
За цими ознаками (компонентами) лексичні одиниці різняться між собою або об’єднуються. Виділення в лексичній одиниці складових елементів здійснюється
шляхом зіставлення її з іншими одиницями, які мають з нею семантичну спільність. Зокрема, всі терміни спорідненості описують за допомогою трьох компонентів: стать (Ч — чоловіча, Ж — жіноча), характер спорідненості (П — пряма, Н — непряма), покоління (умовно можна виділити п’ять поколінь і позначити їх відповідно цифрами: 1 — покоління, від якого ведуть відрахунок, я і представники мого покоління, 2 — покоління батьків, 3 — покоління дідів, -2 — покоління дітей, -3 — покоління онуків). Відповідно слова спорідненості в термінах компонентного аналізу будуть описані так:
- батько — ЧП2
- мати — ЖП2
- дідусь —ЧПЗ
- сестра —ЖН1
- син — ЧП-2
- внучка — ЖП-3
- дядько — ЧН2
- тітка — ЖН2
- племінник —ЧН-2

## Компонентний аналіз і теорія семантичного поля
Основи компонентного аналізу заклали В. Потьє та А. Греймас. Поштовхом для його виникнення послужила розроблена Миколою Трубецьким методика опозитивного аналізу у фонології, за якою шляхом протиставлення фонем виділялись їх ознаки. Згодом цю методику застосував Роман Якобсон у граматиці при описі відмінкових значень. Перенесена на вивчення лексичної семантики, ця методика отримала назву компонентного аналізу, що цілком обґрунтовано, оскільки на лексико-семантичному рівні компонентний аналіз суттєво відрізняється від подібного аналізу у фонології: тут кількість диференційних ознак значно більша і вони неоднорідні за ступенем узагальнення (що більш узагальнені ознаки, то менше їх число, що конкретніші семантичні ознаки, то більше їх число).
Перші спроби компонентного аналізу було зроблено на предметно-логічній основі, що з лінгвістичного погляду не зовсім коректно. Останнім часом усе більшого
поширення набув компонентний аналіз на суто лінгвістичній основі — парадигматичній і синтагматичній (дистрибутивній).